# María Clara González de Urbina
María Clara González De Urbina (Bogotá, Colombia, 1952) es una poeta, cuentista, traductora, ensayista y crítica con siete libros de poesía publicados en la actualidad y un análisis literario sobre el papel de las poetas de la Generación del 27. Es profesional en Estudios Literarios de la Universidad Javeriana y adelantó estudios de Filosofía y Letras. Está  incluida en diversas antologías de Colombia, Estados Unidos, Canadá, Francia, México y Rumania. Así mismo, ha obtenido varias distinciones nacionales e internacionales: nominada al Premio Internacional de poesía en el Festival International «Curtea de Argeş Poetry Nights», Rumania 2017. Finalista del Undécimo Certamen Internacional de Poesía Buenos Aires 2012; Mención de Honor Categoría Poetas Reconocidos concurso Oxford Center / Unión Nacional de Escritores en, Bogotá, 1997. Ha compartido su poesía en diversos encuentros internacionales y ha sido invitada a Madrid en 1998, St. Paul Minnesota al Macalester College en el 2003; a Lima por el sello editorial Pilpinta en el 2013  y a Nueva York por Latinpoets Organization en el mismo año..

## Biografía
A los ocho años, María Clara encuentra parte de su vocación poética al descubrir la obra inédita de su padre, el militar y poeta Álvaro González Quintana, autor de los himnos de la Fuerza Aérea Colombiana, de la Artillería y de la Caballería Colombianas, aún vigentes, quien muere dos años después del nacimiento de la escritora. 
En el prólogo de una selección de poemas de la obra su padre, publicada en 2002, dice: “Mis tardes infantiles no tuvieron quizá la compañía en el juego o los consejos de un padre cariñoso, pero en cambio se poblaron de versos de este padre que me enseñó a escuchar la respuesta de los atardeceres. En sus poemas, leídos a hurtadillas, me enseñó el amor a mis ancestros y a mi raza y me dejó por herencia una fuerte inclinación por las metáforas y los sueños azules con una irresistible ser de luna”.
Tras ganarse un concurso de poesía en su adolescencia, se impone un silencio que termina 15 años después con Máscara (1985), poema en el que decide aceptar su vocación literaria y publicar en su primer libro, Pulso Interno (1990). 
Como ensayista y crítica literaria, María Clara publicó un análisis de la novela Faraón Angola de Rodrigo Parra Sandoval, incluido en la colección Valoración Múltiple de Autores Colombianos de la Universidad Javeriana y la Universidad Nacional de Colombia, y el estudio Las invisibles de la Generación del 27 en España, sobre la poética de las autoras "marginadas" de esa época.
Y como conferencista, fue invitada a comentar la obra de las poetas zapotecas Irma Pineda Santiago y Natalia Toledo Paz, en el Encuentro Continental Intercultural de Literaturas Amerindias en 2018, y al encuentro Centroamericano de Escritura de Mujeres del Centro Cultural de España y la Fundación Claribel Alegría en el Salvador, donde comentó la obra de Cristiana De Arteaga, Elizabeth Mulder, y Lucía Sánchez Saornil.

## La Poesía
Para ella, la poesía es una “búsqueda, una revelación, una ruptura, un alimento, un desgarramiento, y una bendición”. Se considera una lectora incansable de poetas colombianos como Giovanni Quessep; Meira del Mar, Tomás Vargas Osorio, Aurelio Arturo, Jaime García Maffla; Jorge Cadavid, y otros poetas como Emily Dickinson, dulce Maria Loynaz, Jorge Luis Borges, Octavio Paz, Rainer María Rilke, Juan Ramón Jiménez y Roberto Juarroz. 

## Obra publicada

### Poesía
- Pulso Interno (1990)
- Corte en el tiempo/Break on Time (1993) ISBN 958-33-0064-0
- Pasajeros del Viento/Passengers of the Wind ISBN 958-9180-45-0
- El lento trabajo del olvido/The Gentle labour of oblivion (2002) ISBN 958-96981-8-2  Volumen 2 ISBN 958-96981-9-0
- Eternidad Visible (2008) ISBN 978-958-8418-00-1
- Habitar un umbral (2013) ISBN 978-958-8751-64-1
- No era un viernes (2014) ISBN 978-958-775-0847

### Cuento
- Cuentos del no tiempo (próximo a publicación)

### Ensayo y crítica
- Las invisibles de la Generación del 27 en España (2019)  ISBN 978-958-58493-8-9
- Análisis Imagológico de "Album de Billetera" de la novela Faraón Angola de Rodrigo Parra Sandoval (2017) ISBN 978-958-781061-5

### Traducciones
- The Voyages of Odysseus/Los viajes de Odiseo (2005) ISBN 978-958-30-1851-0
- The Adventures of Perseus/ Las Aventuras de Perseo (2005) ISBN 978-958-30-1855-8
- Theseus and the Minotaur/Teseo y el Minotauro (2005) ISBN 978-958-30-1854-1
- The Wooden Horse of Troy/El caballo de Troya (2005) ISBN -10:958-30-1853-8
- Plotting Points and Positions/Puntos y posiciones (2005) ISBN 978-958-30-1901-2
- Exploring Shapes/ Formas (2005) ISBN 978-958-30-1902-9
- Measuring Weight and Time/Peso y Tiempo (2005) ISBN 978-958-30-1900-5
- Measuring Sizes/Areas y Volumenes (2005) ISBN 978-958-30-1899-2

## Distinciones y premios
- Nominada al Premio Internacional de poesía en el Festival International “Curtea de Argeş Poetry Nights”, Rumania 2017.
- Finalista Undécimo Certamen Internacional de Poesía Buenos Aires 2012
- Mención de Honor Categoría Poetas Reconocidos concurso Oxford Center/Unión Nacional de Escritores, Bogotá 1997.
- Primera mención de honor Concurso intercolegial de Cuento San Bartolomé La Merced 1970
- Ha sido invitada a Madrid por la Embajada de Colombia en 1998
- St. Paul Minnesota EUA en 2003 por el Macalester College
- Lima, Perú por el sello editorial Pilpinta en 2013;

## Reseñas y documentos
- Lima, Perú por el sello editorial Pilpinta en 2013.
- Boletín Cultural y Bibliográfico, del Banco de la República de Colombia (Central Bank), Volumen XXVIII Número 27, , 1991.
- Boletín Cultural y Bibliográfico, del Banco de la República de Colombia (Central Bank), 	Volumen XXXII, Número 40 1995.
- Su Quinto libro de poesía fue reseñado por el escritor mexicano Francis Benquet.
- Eternidad visible: María Clara González/ Jaime García Maffla